# María Andrea Casamayor
María Andrea Casamayor, född 1700 i Zaragoza, Spanien, död 23 oktober 1780 i samma stad, var en spansk matematiker och författare som utmärkte sig inom området aritmetisk matematik, ett område dominerat av män på den tiden. 
Hon utgav två vetenskapliga fackböcker i matematik, som användes i samtida spansk skolundervisning. Böckerna, som blev tryckta 1738, var dedikerade till hennes skola Santo Tomás i Zaragoza. Hon betraktas som Spaniens svar på de övriga kvinnliga forskare som framträdde i Europa under 1700-talet och hennes böcker anses vara de enda vetenskapliga arbeten som finns kvar av en kvinnlig spanjorska från 1700-talet.

## Biografi
María Andrea Casamayor föddes i början av 1700-talet i Zaragoza, men då hennes födelse inte blev registrerad vet man varken tid eller plats.
Hon var lärling hos piaristorden och tiden innan sin död levde hon i La Coma (nuvarande Damián Forment) vid Plaza del Pilar. Hon ligger begravd i Parroquia del Pilar och hennes död blev registrerad i arkiven 24 oktober 1780.
Hon stod ut för sin skickliga hantering av siffror och aritmetiska kunskaper. Hennes studier var viktiga för tillämpad matematik och var på samma nivå som andra viktiga kvinnliga forskare som Marie Curie och Ada Lovelace (första programmerare). 

### Verk
María Andrea Casamayor skrev två verk om aritmetik som hon gav ut under den maskulina pseudonymen Casandro Mamés de la Maca y Araioa (anagram av hennes namn):
- Tyrocinio Aritmético (1738) var tillägnad Pía-skolan på hennes skola Santo Tomás. Här lär hon ut de grundläggande reglerna för aritmetik och utöver det innehåller boken en tabell med vikter, mätningar och mynt från den tiden med olika ekvivalenser.
- El para sí solo blev aldrig publicerad och det var hennes arvingar som avslöjade manuskriptet. Här visar hon sin djupa matematiska kunskap genom att visa olika matematiska tillämpningar i vardagen. Detta arbetet anses vara en viktig studie av tillämpad aritmetik.